# Trompette thébaine

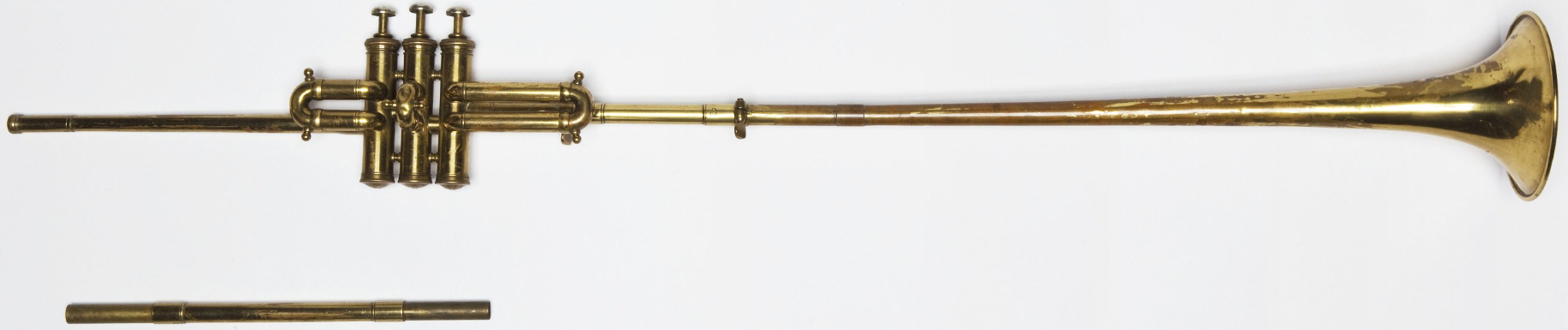
Une trompette thébaine.

La trompette thébaine, aussi appelée trompette droite ou trompette héraldique, est un instrument de musique de la famille des cuivres utilisé dans les cérémonies ou les concerts pour renforcer ou ajouter de la solennité à l'événement.

## Procédé
Pour obtenir une trompette thébaine, il « suffit » conceptuellement de « déplier » une trompette normale en si bémol de façon que la colonne d'air s'étende le plus possible en minimisant la longueur des coudes. Bien souvent, les pistons sont situés plus près de l'embouchure du point de vue de la colonne d'air. Ils sont en apparence plus loin en raison du fait que la trompette soit dépliée. La longueur ainsi gagnée permet d'éloigner un peu plus le pavillon et accroître la distance en apparence. Son jeu ne change pas par rapport à la trompette « normale » mais la fatigue peut se ressentir plus vite en raison de la longueur de l'instrument. La marque Yamaha vient [Quand ?] de sortir des trompettes thébaines plus petites, moins pompeuses mais plus jouables encore[réf. nécessaire].

## Histoire
Les premières trompettes thébaines n'avaient aucun piston. Mais Verdi exécuta Aïda avec un modèle muni d'un piston pour atteindre toutes les notes de la marche triomphale du final du deuxième acte. C'est depuis cette époque, Aïda se déroulant à Thèbes, que ces trompettes sont appelées « thébaines ». Aujourd'hui, elles comportent trois pistons comme leurs congénères.